# Organi di mira

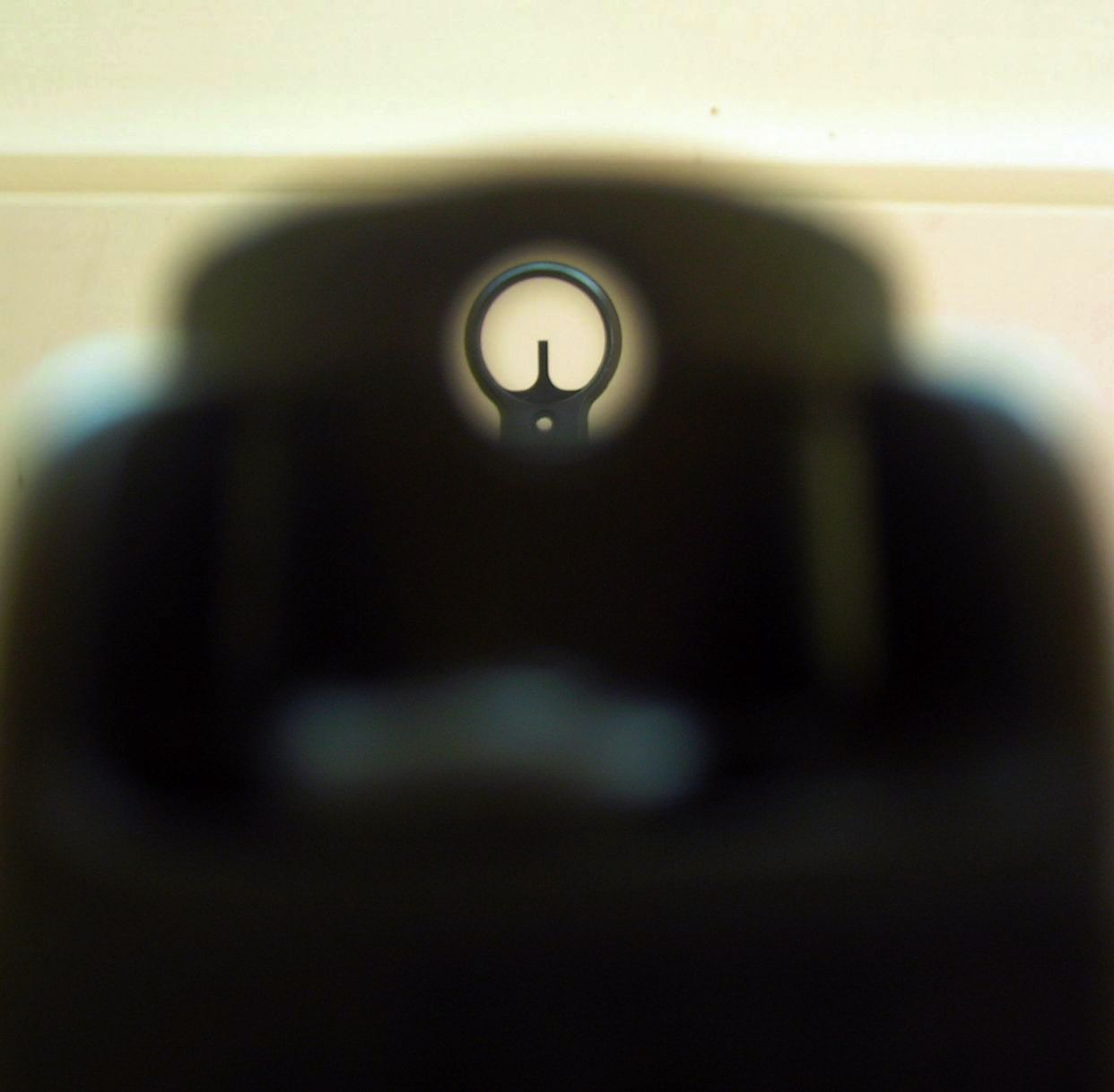
Vista di un mirino fisico di un Heckler & Koch MP5

Gli organi di mira indicano l'insieme di tutte le parti che permettono il puntamento con precisione di un'arma, o più in generale di un dispositivo, in grado di colpire un bersaglio posto ad una certa distanza.
I sistemi per mirare possono essere i più disparati, a seconda che servano per puntare uno strumento di misurazione (teodolite), uno strumento di osservazione (telescopio), uno strumento di cattura di immagini (fotocamera o videocamera), oppure un'arma. Nello specifico, gli organi di mira delle fotocamere possono essere parassiali (mirino galileiano) o coassiali (es: reflex a pentaprisma o mirrorless).

## Funzionamento
Il perfetto allineamento degli organi di mira si ottiene tramite l'azzeramento a una distanza nota di riferimento. Questa corrisponde negli strumenti ottici alla distanza necessaria affinché le rette immaginarie costituite dal prolungamento dell'obiettivo dello strumento e della linea di mira si intersechino, mentre nelle armi corrisponde alla distanza necessaria affinché la parabola compiuta da un generico proiettile di quell'arma intersechi la stessa linea di mira.

## Tipi

### Mirino
Il mirino è generalmente un indice a lama posizionato verticalmente sulla parte superiore del vivo di volata della canna (ovvero sopra l'estremità più lontana dal tiratore), che è la parte più sensibile per la precisione dell'arma. Può avere varie forme fra cui le più comuni sono dette a lama o a chiodo. Tuttavia, nel gergo comune il termine mirino indica erroneamente tutto il complesso degli organi di mira. Mentre si tratta invece solo della parte terminale di un sistema tacca di mira - mirino o diottra - mirino.
In associazione alla diottra (usata in prevalenza sulle carabine da tiro) prende il nome di palo.

### Tacca di mira
Usata sulla maggior parte delle pistole e su alcuni fucili è posta nella parte dell'arma più vicina al tiratore, ha normalmente la forma di una lamina posta in orizzontale perpendicolarmente alla canna ed ha una tacca centrale dentro alla quale si deve allineare il mirino. In tale sistema il tiratore allinea l'arma fino a che la retta immaginaria che va dall'occhio del tiratore al centro del bersaglio non si appoggi sui due riferimenti posti su di essa. L'azzeramento si effettua spostando la tacca in direzione opposta alla deviazione. Può essere di due tipi:
- fissa: utilizzata per armi corte militari o da difesa, è normalmente inserita in una fresatura del castello dell'arma (revolver) o del carrello (pistola)
- regolabile: tramite una serie di viti di regolazione è possibile gestire il brandeggio e l'alzo della tacca. Nei sistemi più raffinati è possibile anche regolare l'ampiezza e la profondità della tacca stessa.

### Diottra

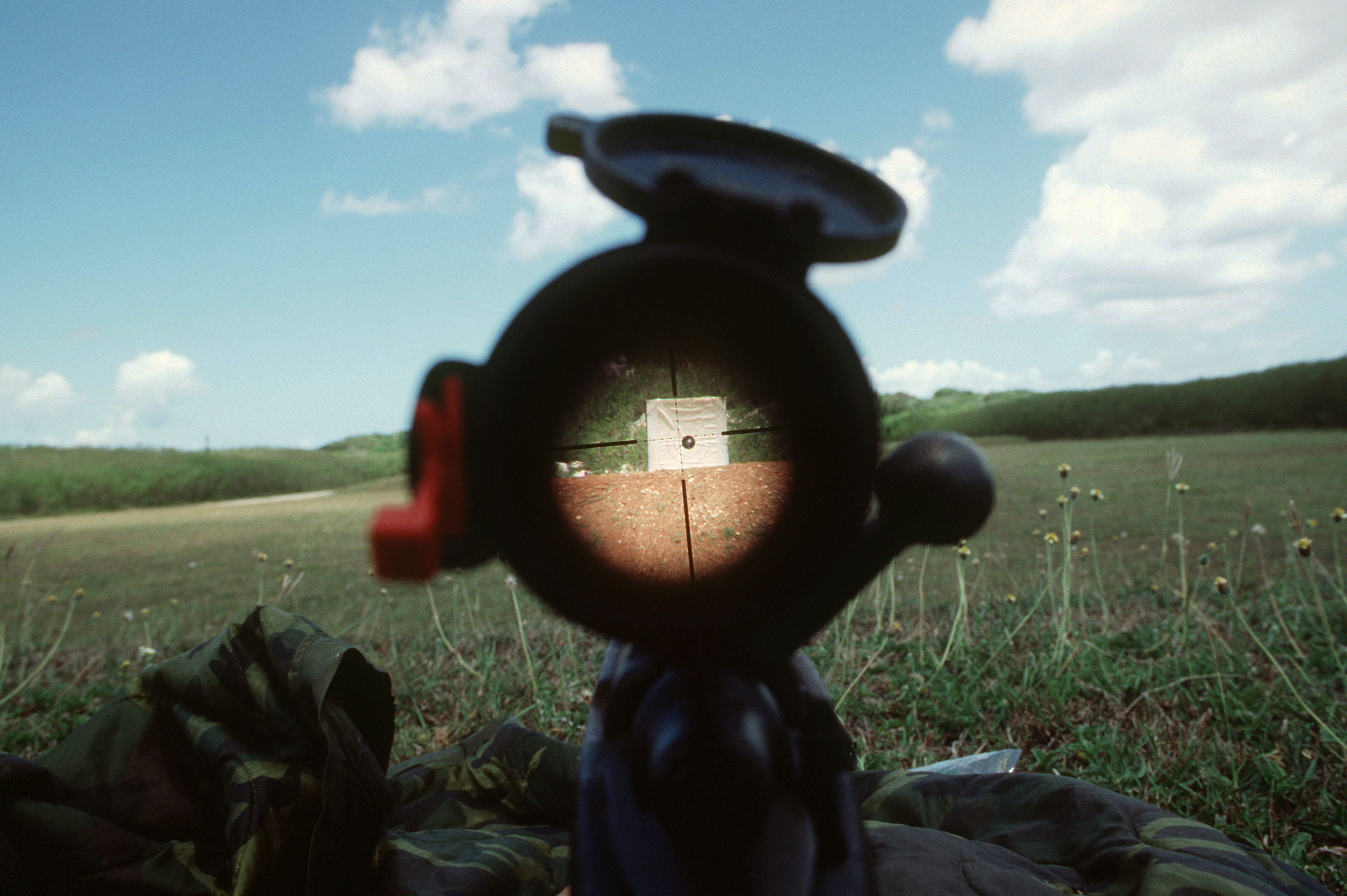
Vista da un mirino telescopico

Sistema ad anelli concentrici usato in prevalenza sulle carabine o su vecchi fucili da guerra (es. il M1 Garand). Montata nella stessa posizione della tacca di mira si tratta di un corto cilindro all'interno del quale è sistemata una flangia di diametro molto ridotto (solitamente meno di un millimetro) attraverso cui l'osservatore allinea il bersaglio al mirino posto all'estremità della canna. Il cerchio va allineato con la parte terminale degli organi di mira, che può essere il mirino oppure il tunnel.
Il mirino a diottra è utilizzato anche sugli archi, in particolare quelli compound e da competizione. Nel caso più semplice la diottra per archi è costituita da un cerchio di materiale plastico o metallo con un puntino al centro. Diottre più sofisticate sono dotate di una bolla di allineamento e possono avere più punti mira.

#### Tunnel
Parte terminale per eccellenza dei sistemi a diottra è composto da un piccolo tubo montato nella stessa posizione del mirino, con un piccolo anello concentrico usato per traguardare il bersaglio.

#### Utilizzo
Normalmente viene montata sull'arma tramite slitte e ha le stesse regolazioni di brandeggio e di alzo della tacca di mira.

### Laser
Piccolo oggetto di forma cilindrica allungata che viene montato sull'arma in modo che il raggio a bassa intensità che ne viene generato crei una retta quasi parallela a quella percorsa dai proiettili in uscita dalla canna.
Il raggio può essere sia di colore rosso sia di colore verde e disegna sul bersaglio un punto rosso (o verde) grande all'incirca qualche millimetro.

#### Utilizzo
Questo sistema viene utilizzato normalmente nel tiro detto difensivo e risulta poco efficace di giorno e sulle lunghe distanze. I laser di colore verde offrono una visibilità superiore dando vantaggio di giorno in condizioni di luminosità ambientale elevata ma rivelando più facilmente la posizione del tiratore al buio.
Anche questo tipo di mira va azzerato ad una distanza prestabilita come nel sistema a tacca di mira.

### Ottiche
I sistemi di puntamento di tipo ottico sono suddivisibili in tre macrogruppi:
- mirini telescopici
- mirini olografici
- mirini termici

Le ottiche, a differenza delle mire metalliche, a parte qualche raro prototipo sperimentale, non nascono con l'arma, ma vi possono essere accoppiate in un numero pressoché infinito di combinazioni.
Chiave di questa flessibilità e varietà di scelta sono i sistemi di aggancio, cioè la slitta sull'arma e la slitta con morsetti sull'ottica. Esistono diversi standard. I tre più importanti sono:
- 11 mm classico (le gole della slitta sono poco profonde);
- Slitta Weaver;
- Slitta Picatinny (standard militare NATO);

In generale l'azzeramento delle ottiche si effettua al contrario che per le mire metalliche: se il colpo è andato in alto a destra, bisogna portare il reticolo in alto a destra di pari misura.

#### Mirino telescopico

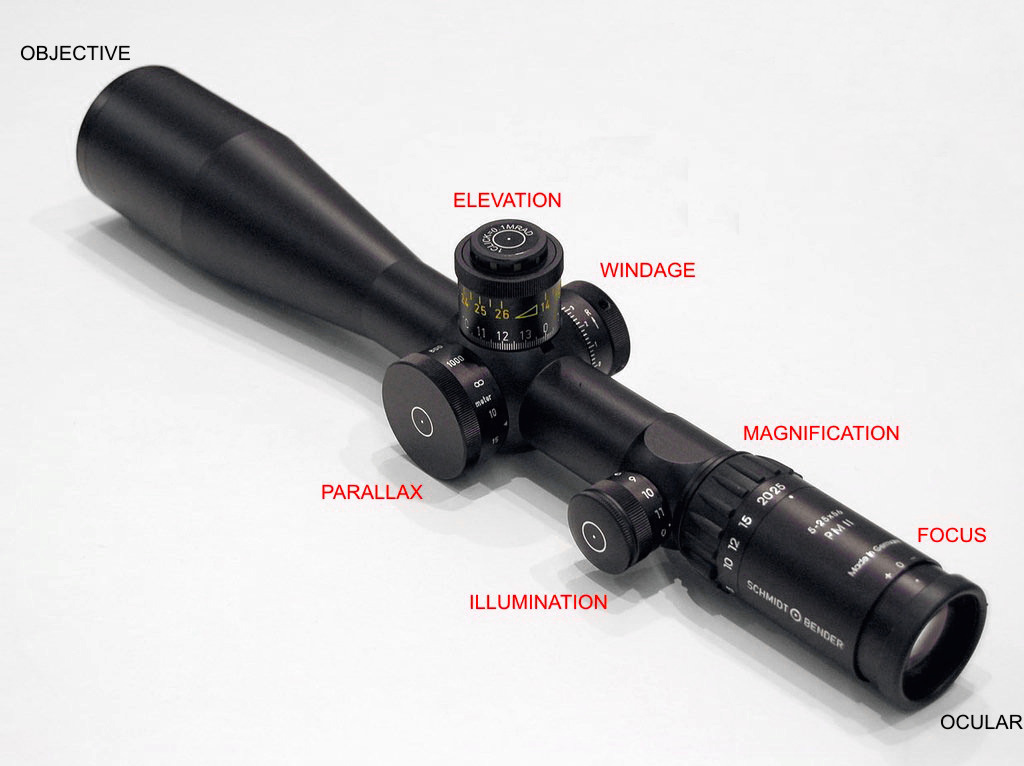
Mirino telescopico. Al centro sono presenti tre torrette per la regolazione rispettivamente della deriva, dell'alzo, e della parallasse

Detto comunemente cannocchiale, è un sistema di puntamento che permette un ingrandimento dell'immagine e quindi una migliore acquisizione dei bersagli distanti; è solitamente dotato di un reticolo di puntamento regolabile in alzo (per compensare la traiettoria di caduta del colpo secondo la distanza) e in deriva (per compensare eventuali correnti ventose trasversali).
La struttura standard è composta da un oculare (che incorpora il reticolo), da un tubo con 2 o più torrette e da un obiettivo.

#### Mirino olografico
Detto comunemente punto rosso (in inglese red dot) e da non confondere con il sistema di mira a laser, può essere costituito da un telaio o da un tubo in metallo che sostiene una superficie ottica inclinata sulla quale viene proiettato dal basso un raggio luminoso generato da laser (generalmente rosso ma si stanno affermando apparecchi che permettono di usare anche laser verdi) o da LED.

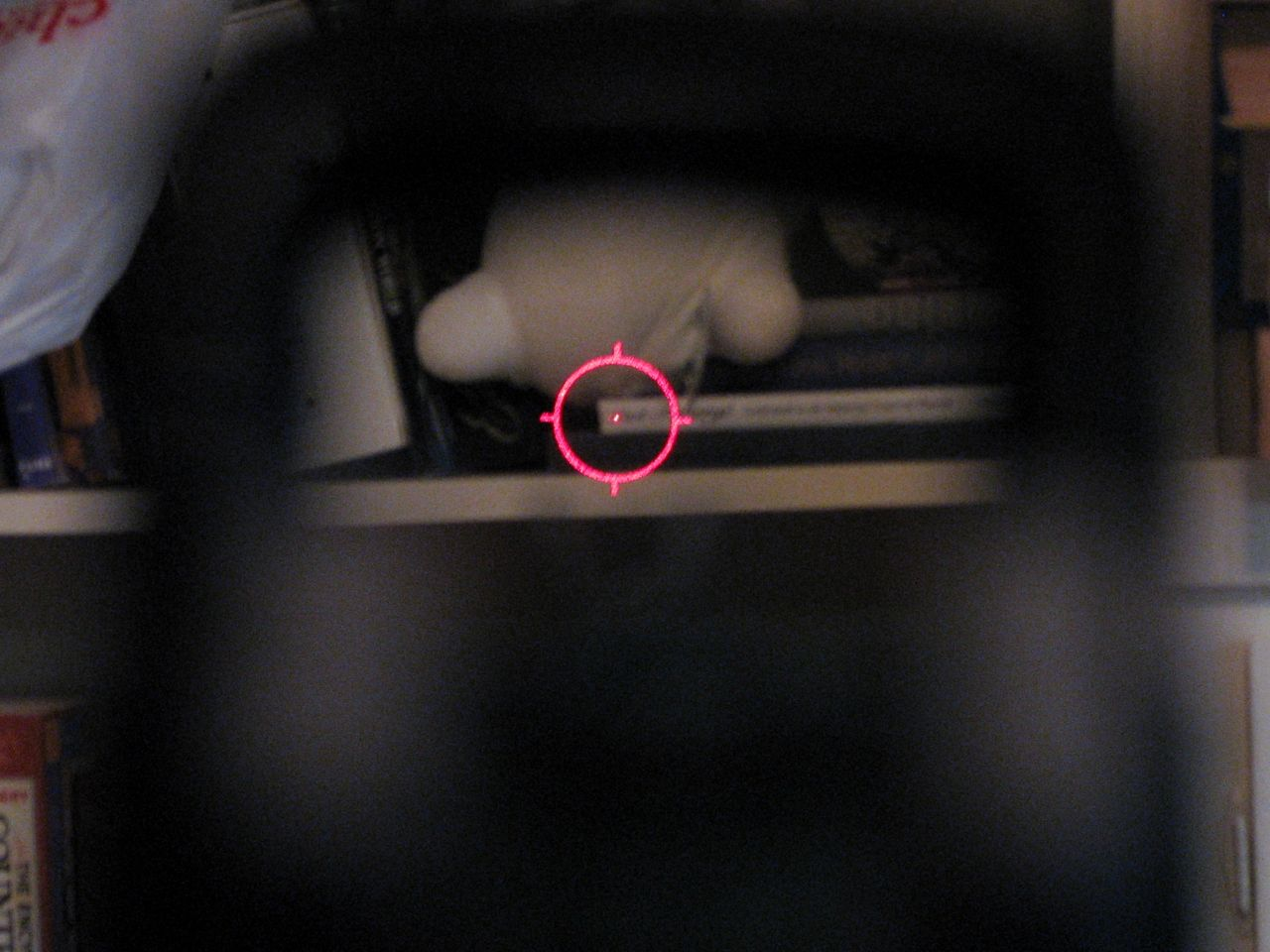
Mirino olografico

Il raggio luminoso, incontrando la superficie trasparente disegna un punto rosso che si riflette parzialmente indietro verso l'occhio del tiratore lungo una retta parallela alla canna. Spostando l'occhio, il punto di maggior evidenza e brillantezza del punto rosso sul reticolo costituisce il miglior allineamento col bersaglio.
I sistemi di mira a punto rosso sono generalmente destinati al tiro istintivo (cioè quando tra la decisione del tiro all'esplosione del colpo passano pochi istanti) e comunque a breve e brevissima distanza (nell'ordine delle decine di metri), quali le operazioni di bonifica di edifici durante i conflitti o le operazioni di polizia, oppure per la caccia con armi a canna liscia in condizioni di scarsa luminosità. Dovendo fornire supporto al tiro istintivo sono generalmente dotati di nessuno o pochi ingrandimenti (di solito 1 o 1,5x).

#### Mirino termico
Un mirino termico è quel tipo di mirino che evidenzia le fonti di calore emesse dai corpi degli esseri viventi, generalmente tramite l'impiego di una termocamera.

### Mirino giroscopico
Sviluppato dall'inizio della Seconda guerra mondiale per le armi di aerei militari e veicoli da guerra, ispirato al principio del giroscopio: serve per facilitare il tiro in deflessione.